# 英国驻中华民国大使馆旧址
英国驻中华民国大使馆旧址，又名小白楼，位于中国江苏省南京市鼓楼区虎踞北路185号。为1935年6月由公使馆（设立于1920年代）升格而来，1938年4月迁往重庆，馆址先后设于领事巷原英国驻重庆领事馆和南郊文峰乡新力村，1946年8月迁回原址，1949年闭馆。后建筑相继改为江苏省人民政府交际处、苏联专家和留学生招待所，1970年代后改为双门楼宾馆至今。
该馆址建于1946年8月，由英国建筑师设计，占地面积约29亩（19,333.33平方米），原有西式二层楼房九幢17间，西式平房十幢56间及中式平房等，共计253间，总建筑面积5,456平方米，大部分建筑在1949年后因拓宽马路等原因拆除，现仅存两层的办公楼和住宅楼各一。办公楼（现为双门楼宾馆5号楼）建于高阶平台之上，为仿英国古典式建筑，砖混结构，立面采用西方古典柱廊式造型，建筑面积约950平方米，前后有大片绿地。住宅楼则采用欧洲乡村别墅式风格，砖木结构，墙面采用深褐色卵石砂浆粉刷，红瓦屋面，建筑面积约750平方米。